# Алексей Ермолински
Алексей Ермолински (на руски: Алексей Ермолинский, на английски език известен като Alex Yermolinsky) е американски шахматист, роден в Съветския съюз.

## Кариера
През 1993 г. спечелва първенството на САЩ заедно с Александър Шабалов. През 1996 г. повтаря успеха си, но вече като едноличен шампион. През 2001 г. спечелва Панамериканското първенство по шахмат.

## Семейство
От 1997 г. е женен за бившата литовска шахматистка Камила Багинскайте. Имат двама сина. Запознават се на шахматната олимпиада в Ереван през 1996 г.